# Бир, Сюзанна
Сюза́нна Бир (дат. Susanne Bier; род. 15 апреля 1960 года, Копенгаген, Дания) — датский кинорежиссёр, сценарист, продюсер и актриса. Первая женщина-режиссёр, получившая сразу четыре важнейшие награды в мировой киноиндустрии: «Оскар», «Эмми», приз Европейской киноакадемии и «Золотой глобус».

## Биография

### Семья и ранние годы
Сюзанна Бир родилась 15 апреля 1960 года в Копенгагене в еврейской семье. В 1933 году её будущий отец Рудольф Соломон Баер (Rudolf Salomon Baer, род. 1930) маленьким ребёнком вместе с семьёй эмигрировал из нацистской Германии. Мать Сюзанны, Хэни (урождённая Jonas, 1936), была русского происхождения — её семья эмигрировала из России в 1903-м на фоне нарастающего антисемитизма. Будущие супруги познакомились в Дании. Когда страна попала под оккупацию, обе семьи смогли сбежать в Швецию. Через три года после окончания войны они вернулись в Копенгаген, где у Соломона и Хэни родились трое детей. В интервью Бир рассказывает, что еврейские корни, семья и выпавшие ей на долю испытания являются важной частью её идентичности и оказали значительное влияние на её жизнь и творчество.
Бир прожила два года в Израиле, изучая искусство в Иерусалиме, затем переехала в Лондон, где изучала архитектуру в Architectural Association School of Architecture. Постепенно, она стала заниматься сценографией. Читая чужие сценарии, она захотела попробовать свои силы в режиссуре. В 1987 году она окончила академию киноискусств Дании и начала карьеру кинорежиссёра.

### Карьера
Выпускная работа Бир в датской киноакадемии, De Saliges, получила гран-при на Мюнхенском фестивале киношкол. В 1989 году вышел на экраны «Notater om Korlighedon» — псевдодокументальный фильм Йоргена Лета, на съёмках которого Бир была ассистентом режиссёра. В начале 1990-х Бир снимала музыкальные клипы и рекламные ролики.
Полнометражный дебют Бир, «Покидая дом Фрейда» (1991), был успешно показан на мировых кинофестивалях и получил несколько наград, в том числе Гран-при Гётеборгского кинофестиваля, однако вышедшая следом картина «Дела семейные» провалилась в прокате.
В 1999 году вышла её романтическая комедия «Один-единственный», ставшая хитом в домашнем прокате. С этого фильма критики отсчитывают начало нового, более коммерческого и мейнстримного этапа в творчестве Бир, когда она всё больше стала склоняться к голливудским стандартам.
Прорывными в карьере Бир стали нулевые годы. Её фильм 2002 года «Открытые сердца», снятый строго по канонам «Догмы 95», стал успешным в мировом прокате. Тогда же, в 2002-м Бир познакомилась со сценаристом Андерсом Томасом Йенсеном, совместно с которым впоследствии сняла несколько успешных картин. Их фильм «Братья» получил приз зрительских симпатий на фестивале Сандэнс-2005, а картина «После свадьбы» — 9 международных наград и была номинирована на Оскар.
В 2007 году Бир сняла свой первый фильм на английском языке — «То, что мы потеряли», главные роли в котором исполнили Хэлли Берри, Дэвид Духовны и Бенисио дель Торо. Хотя фильм провалился в мировом прокате, он стал хитом в Дании и получил высокие оценки критиков, сделав имя Бир узнаваемым в Голливуде.
Мировую известность и признание в Голливуде Бир принесла картина 2010 года «Месть», четвёртая совместная работа с Йенсеном, которая выиграла сразу две важнейшие награды — «Золотой глобус» и «Оскар» за лучший фильм на иностранном языке. Пятая совместная картина Бир и Йенсена, «Месть», стала кассовым хитом в Дании и запустила этическую полемику в обществе: хотя в Западной культуре месть является практически приемлемой и часто воспринимается как восстановление справедливости, она только умножает зло и в конечном итоге не приносит никому счастья.
В 2016 году Бир впервые попробовала себя в качестве режиссёра телесериала, сняв для BBC шестисерийный фильм «Ночной администратор», главные роли в котором исполнили Том Хиддлстон, Хью Лори, Оливия Колман, Том Холландер и Элизабет Дебики. За «Ночного администратора» Бир получила Primetime Emmy, обойдя таких успешных соперников, как «Фарго» и «Народ против О. Джея Симпсона: Американская история преступлений».
В 2018 году на экраны вышел её постапокалиптический триллер «Птичий короб» с Сандрой Буллок в главной роли. Хотя критики не отнесли картину к лучшим произведениям Бир, фильм был очень успешен в прокате и открыл режиссёру перспективы для работы над крупнобюджетными проектами. В том же году Бир была избрана в совет правления Американской киноакадемии.
В 2020 году на HBO вышел её сериал «Отыграть назад», главные роли в котором исполнили Николь Кидман и Хью Грант. Сериал стал одним из главных хитов платформы в 2020 году.
В 2022 вышел сериал Бир «Первая леди», центральные персонажи которого — Элеонора Рузвельт, Бетти Форд и Мишель Обама. Несмотря на солидный бюджет и плеяду звёзд в главных ролях, Несмотря на плеяду звёзд, исполнивших главные роли, первый сезон разочаровал критиков.

## Личная жизнь
Бир замужем за композитором Джеспером Винге Лейснером, от предыдущих отношений у неё родились сын Габриэль и дочь Элис Эстер.

## Фильмография
| Год  |     | Русское название                 | Оригинальное название           | Роль                              |
| ---- | --- | -------------------------------- | ------------------------------- | --------------------------------- |
| 1989 | ф   | Заметки о любви                  | Notater om kærligheden          | ассистент режиссёра               |
| 1991 | ф   | Покидая дом Фрейда               | Freud flyttar hemifrån...       | режиссёр                          |
| 1992 | ф   | Письмо Джонасу                   | Brev til Jonas                  | режиссёр                          |
| 1993 | ф   | Дела семейные                    | Det bli'r i familien            | режиссёр                          |
| 1993 | с   | Луизхен                          | Luischen                        | режиссёр                          |
| 1995 | ф   | Пансионат Оскар                  | Pensionat Oskar                 | режиссёр                          |
| 1997 | ф   | Кредо                            | Sekten                          | режиссёр, сценарист               |
| 1999 | ф   | Один-единственный                | Den eneste ene                  | режиссёр, исполнительный продюсер |
| 2000 | ф   | Только раз в жизни               | Livet är en schlager            | режиссёр                          |
| 2002 | ф   | Открытые сердца                  | Elsker dig for evigt            | режиссёр, сценарист               |
| 2004 | ф   | Братья                           | Brødre                          | режиссёр, сценарист               |
| 2006 | ф   | После свадьбы                    | Efter brylluppet                | режиссёр, сценарист               |
| 2007 | ф   | То, что мы потеряли              | Things We Lost in the Fire      | режиссёр                          |
| 2010 | ф   | Месть                            | Hævnen                          | режиссёр, сценарист               |
| 2012 | ф   | Любовь — это всё, что тебе нужно | Den skaldede frisør             | режиссёр, сценарист               |
| 2014 | ф   | Серена                           | Serena                          | режиссёр, продюсер                |
| 2014 | ф   | Второй шанс                      | En chance til / A Second Chance | режиссёр, сценарист               |
| 2016 | мтф | Ночной администратор             | The Night Manager               | режиссёр, исполнительный продюсер |
| 2018 | ф   | Птичий короб                     | Bird Box                        | режиссёр, исполнительный продюсер |
| 2020 | с   | Отыграть назад                   | The Undoing                     | режиссёр, исполнительный продюсер |
| 2022 | с   | Первая леди                      | The First Lady                  | режиссёр, исполнительный продюсер |
| 2024 | с   | Идеальная пара                   | The Perfect Couple              | режиссёр, исполнительный продюсер |
| 2026 | ф   | Практическая магия 2             | Practical Magic 2               | режиссёр                          |

## Награды и номинации
Сюзанна Бир стала первой женщиной-режиссёром, которая получила 4 важнейшие награды в мировой киноиндустрии: «Оскар», «Эмми», приз Европейской киноакадемии и «Золотой глобус». Среди других наград Бир:
- 2021 — почётная премия Европейской киноакадемии за вклад в мировой кинематограф[13][25]
- 2021 — вошла в список 50 самых влиятельных женщин в глобальной индустрии развлечений по оценке журнала Variety[37]
- 2016 — Премия «Эмми» за лучшую режиссуру мини-сериала («Ночной администратор»)
- 2011 — Премия «Оскар» за лучший фильм на иностранном языке («Месть»)
- 2011 — Премия «Золотой глобус» за лучший фильм на иностранном языке («Месть»)
- 2011 — Премия Европейской киноакадемии за лучшую режиссёрскую работу («Месть»)
- 2007 — номинация на премию «Оскар» за лучший фильм на иностранном языке («После свадьбы»).
- 2005 — Санденс, приз зрительских симпатий за лучший драматический фильм («Братья»)